# Östra Flängsgylet
Östra Flängsgylet är en sjö i Karlshamns kommun i Blekinge och ingår i Bräkneån-Mieåns kustområde. Sjön är 1,5 meter djup, har en yta på 0,0109 kvadratkilometer och befinner sig 100,9 meter över havet.